# Schloss Feldegg

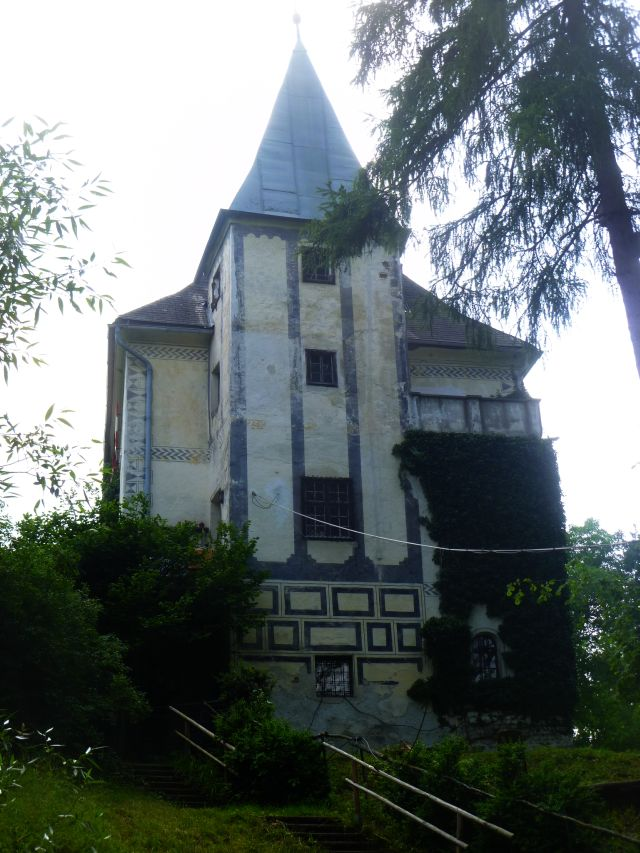
Ostseite von Schloss Feldegg

Das Schloss Feldegg wurde im 16. Jahrhundert an der Stelle einer Vorgängerburg neu erbaut und befindet sich im gleichnamigen Ortsteil der Gemeinde Pram im Bezirk Grieskirchen.

## Geschichte
Ein Vorgängerbau des heutigen Schlosses befand sich vermutlich auf einer Insel in dem Teich, der zu Füßen des heutigen Schlosses liegt (Fundamente davon sind erhalten). Die Burg bzw. das spätere Schloss war zuerst der Sitz der Pilch (Pillich). Hans I. Pilch vom Baumgarten, Pfleger zu Wernstein am Inn, wird urkundlich 1414 erwähnt. 1442 wird ein Toman (Thomas) Pilch zu Feldeck und Paumgarten († 1460) angeführt, er hat sich also bereits nach Feldegg genannt und er hat den zweiten Burgenbau nördlich des heutigen Schlosses unmittelbar an der Pram angelegt. Die erste Burg stand etwa 500 m südlich und hieß einfach „Am Feld“. Toman Pilch (Pillich) war mit Katharina Mamlinger zu Mamling vermählt. 1461 erbt Hanns II Pillich († 1488) die Herrschaft Feldegg. Der letzte der Pilch im Mannesstamm war Stephan Pilch († 1494); seine Tochter Barbara Pilchin brachte den Besitz in die Ehe mit Caspar von Retschan († 1545), kaiserlicher Pfandinhaber der Herrschaft Wolfsegg, ein. Ihr Enkel Christoph Abraham von Retschan errichtete Schloss Feldegg zwischen 1589 und 1594 von Grund auf neu. Das alte Weiherhaus soll zum Schlossneubau einen Teil des Baumaterials geliefert haben. Er ließ auch ein figurenreiches Epitaph für seine Vorfahren an der Nordostseite der Pfarrkirche von Pram anbringen. Nach seinem Ableben († 1. Dezember 1604) ging das Schloss an seine Schwester Rosina, die mit Ferdinand von Hochberg aus der Steiermark verheiratet war. Ihr Sohn Christof Melchior von Hochberg auf Feldegg, Riedau und Zell war mit Euphemia von Bergheim verheiratet († 1615). Der aus dieser Ehe stammende Sohn Christoph Ferdinand von Hochberg († 1640), der zumeist auf Schloss Schwarzgrub lebte, blieb unvermählt. Aus dem Nachlass kaufte Ehrenreich Freiherr von Pranckh († 1646) 1642 den Besitz. Sein Sohn Franz Adam Gottlieb von Pranckh, der im Dienste des Salzburger Erzbischofs stand, folgte im Besitz 1648 nach; er veräußerte Feldegg 1713 an Johann Achaz Wiellinger von der Au zu Feldegg und Hinterndobl († 1738), einen Enkel des bekannten Bauernführers. Unter seinem Nachfolger Johann Achaz Wiellinger († 1760) wurde Feldegg 1760 versteigert und kam an Franz Karl Pogner, der es aber bald danach (1768) an den aus einer niederländischen Adelsfamilie stammenden Beneventura von Roo († 9. Juni 1809) veräußerte. Nachfolger im Besitz wurde sein Sohn Felix von Roo. 1811 brach im Schloss ein Brand aus, der das Dachgeschoß, den Zwiebelturm des Schlosses, die Kapelle und das Jagdhaus zerstörte. 1826 kaufte Franz Manzador auf dem Versteigerungsweg das Schloss aus der Erbmasse des Felix von Roo.

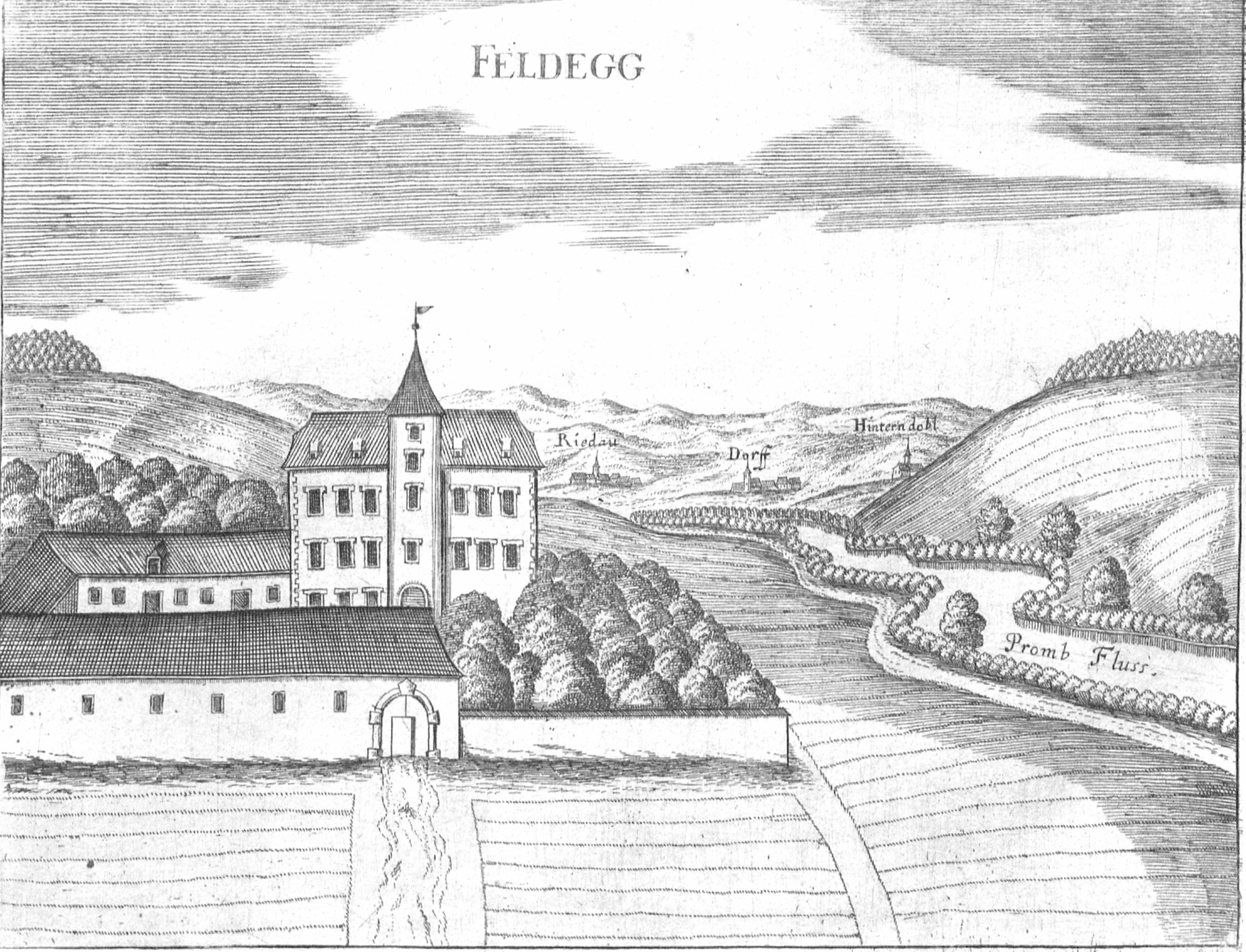
Schloss Feldegg nach einem Stich von Georg Matthäus Vischer von 1674 (nicht realitätsgetreu)

Im 19. Jahrhundert wechselten Schloss und Gutsbesitz des Öfteren den Besitzer, zu nennen sind: Franz Maximilian von Heyß (1836), zugleich Besitzer von Schloss Innersee und Schloss Hinterndobl, Karoline Hauer, die Großmutter des Böhmerwalddichters Karl Faustin Klostermann (1851), Josef und Anna Mayrhofer (1853), Angelo Saullich (1855), Johann Niedermayr (1861), Eva Ringl (1864), Johann und Rosa Ringl (1867), wiederverheiratet mit Josef Mühlböck (1878), Josef und Maria Berger (1910) sowie Josef Irger-Berger (Besitzer der Furthmühle und Bürgermeister von Pram). 1913 wollte der Realitätenhändler und „Güterschlächter“ Georg Kaisinger das Schloss abtragen lassen, nachdem er schon drei Seiten des Wirtschaftsgebäudes abgerissen und die Grundstücke veräußert hatte. 1916 kam der Besitz an Josef Witzeneder. Im Ersten Weltkrieg diente das Schloss ab 1915 als Unterkunft für 120 Trientiner Flüchtlinge, die mit einem eigenen Geistlichen, Pater Angelo Cazzanelli, im Schloss einquartiert wurden. Danach kamen weitere 68 Galizier und nochmals 80 Trientiner, die nach ihrem Abzug im Jahre 1917 das Schloss in fast abbruchreifen Zustand hinterlassen haben.
Im Jahr 1917 kam das Schloss an den Kunsthistoriker und -sammler Alfred Walcher Ritter von Molthein (1867–1928), der es vor dem Untergang rettete und mit umfangreichen Renovierungen des Schlosses begann. Sein Sohn Johann Georg († 1969) übernahm 1929 das Erbe seines Vaters. Im Zweiten Weltkrieg blieb das Schloss unbeschädigt und auch von Einquartierungen verschont. Die verwitwete Ehefrau Alfreds, Anselma, geb. Welzl von Wellenheim (* 1866), verstarb am 30. April 1945. Ihr Sohn und die beiden Töchter blieben unverheiratet und ohne Nachfolger. Von ihrem Sohn Johann Georg Walcher von Molthein († 1969), genannt „Schlosshans“, kam der Besitz 1964 durch Kauf an Georg Hanreich, dem der Erhalt und die vielfältige Revitalisierung des Schlosses zu verdanken ist. 2002 übernahm dessen Sohn Bernhard Hanreich, ein in Florenz ausgebildeter Möbelrestaurator, den Besitzanteil von seiner Mutter Liselotte am Schloss. Die Baugeschichte des Schlosses ist bei Hanreich (2003) detailliert dokumentiert und bebildert.

## Schloss Feldegg heute
Das Schloss liegt an der höchsten Stelle eines sanft ansteigenden Parks. Es ist ein dreigeschoßiger Viereckbau mit einem quadratischen Turm und einem steilen Dach. Die den Dachboden um 10 m überragenden Schornsteine sind teilweise aus Lehm gemauert, die hölzernen Fensterläden rot-weiß-rot gestrichen. Die Räume des Erdgeschoßes, zwei Räume im ersten Stock sowie das Stiegenhaus sind mit Gewölben versehen. Über dem Hauseingang an der Südostseite und an der rückwärtigen Seite des Schlosses steht die Jahreszahl 1593, im Keller 1589. Die Frontfassade sowie die Nord- und Westseite sind efeubewachsen.
Vor dem Schloss befindet sich eine kleine Kapelle mit zwei Säulen, welche die Buchstaben C A V R tragen. Ebenso sieht man hier eine Wasserschale mit der Jahreszahl 1797 sowie ein kleines Wappen mit Krone und den Initialen M. P.
Das Schloss liegt in einem Park, der zu einem Teich führt. Ein ehemaliger Entenstall am Teich wurde durch das Obergeschoß des Stadls der ehemaligen Schönmühle in Gstöcket ersetzt. Die Geschichte des Schlosses ist im Kontext der europäischen Geschichte auf der Rückwand eines 36 Meter langen Zeltes am Teich als „Feldegger Geschichtspfad“ dargestellt und Besuchern von Mai bis September zugänglich.
Die Ateliereinrichtung des Wiener Bildhauers Gustav Gurschner († 1970) ging 1968 an den Schlossbesitzer, der einige Objekte im Schloss ausstellt, aber die meisten Materialien an das Heeresgeschichtliche Museum und das Museum für Angewandte Kunst (MAK) weitergereicht hat.
1992 wurde ein Getreidekasten von 1726 aus Engelhartszell als „Galerie im Troadkasten“ für Ausstellungen beim Schloss aufgestellt. Sie zeigt in Zusammenarbeit mit der Innviertler Künstlergilde Wechselausstellungen meist zeitgenössischer oberösterreichischer Künstler. Seit 1993 befindet sich die Möbelrestaurierwerkstätte von Bernhard Hanreich im nördlich gelegenen Wirtschaftsgebäude des Schlosses. 1998 wurde das Maleratelier von Lilly Hagg, der jüngsten Tochter des Schlossbesitzers, die inzwischen in Oberschützen im Burgenland lebt, im Dachboden des Wirtschaftsgebäudes ausgebaut.
Durch ein Kulturprogramm mit Ausstellungen, Lesungen und Vorträgen trägt der seit 2001 gegründete Verein „Freunde von Schloss Feldegg“ zur öffentlichen Nutzung des Schlosses bei.

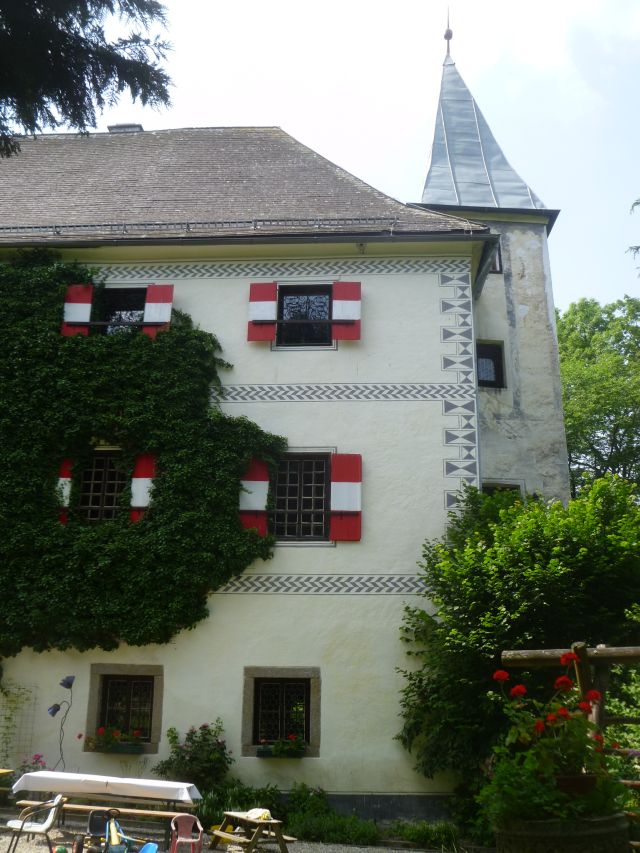
Südostseite des Schlosses mit Turm
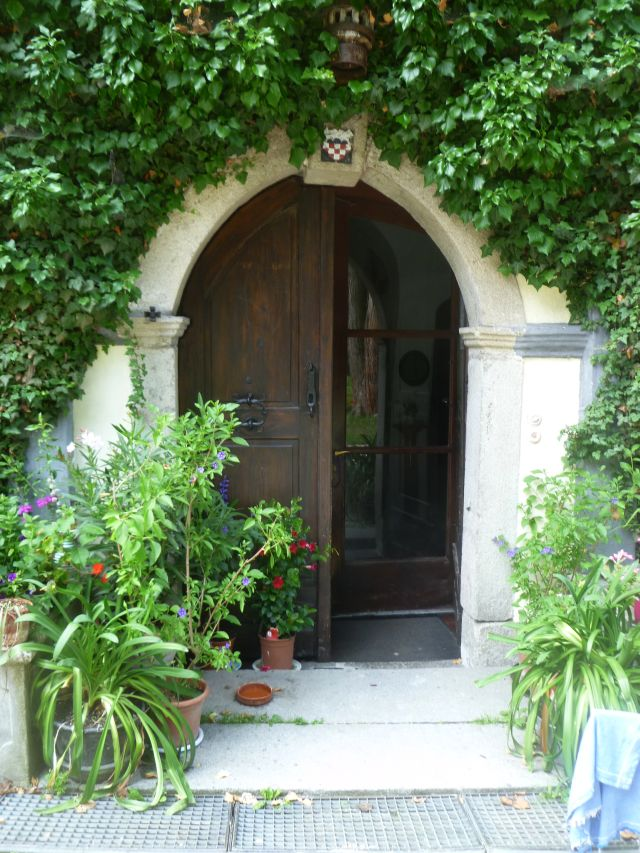
Eingangsportal
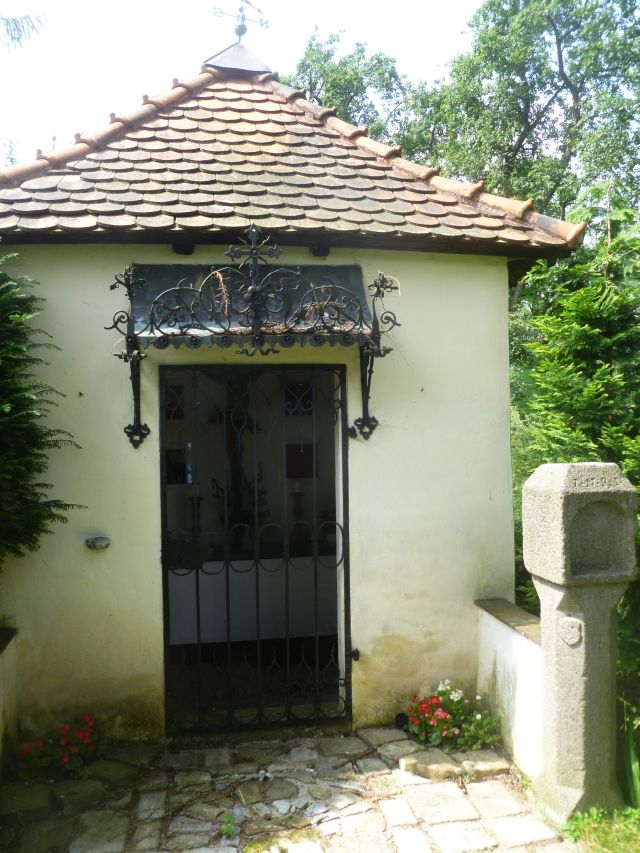
Kapelle beim Eingang zum Schloss
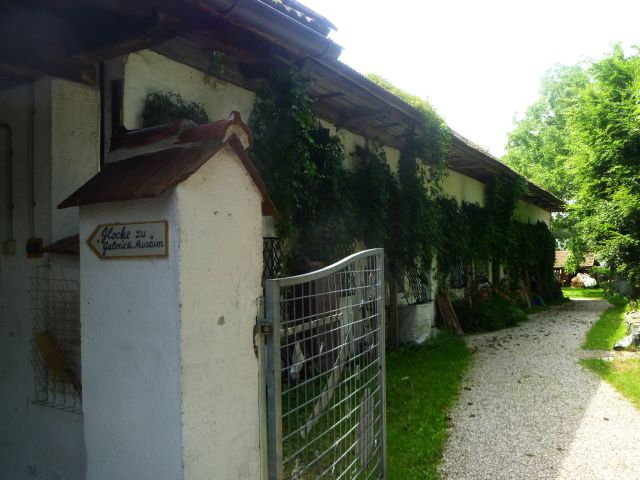
Wirtschaftsgebäude